# Túrnez & Sesé
Túrnez & Sesé és una formació musical de cançó d'autor i poesia musicada integrada per Xavi Túrnez (veu), Daniel Sesé (guitarra), Laia Rius (violí i veu), Jordi Ruiz (cello) i Lluís Molas (percussió). Va guanyar els premis Sona9 el 2001, el Disc Català de l'any de Ràdio 4 al 2002 i el Premi Mediterrània, el 2008.
Entre la seva discografia destaquen Quedarà la paraula. Poemes de Desideri Lombarte; L'arbre de l'esperança. Poemes de Josep Carner i Salvador Espriu; Sol Blanc. Poemes de Màrius Torres, Joan Barceló, Dolors Miquel, Jordi Pàmias, Maria-Mercè Marçal i Joan Barceló; Romanços i estampes del 21. Romanços de Dolors Miquel, Jordi Guardans, Jaume Subirana, Laia Noguera, i Montse Gort i Túrnez & Sesé canten Ovidi.